# Kevin Mayer
Pour les articles homonymes, voir Mayer.
Kevin Mayer, né le 10 février 1992 à Argenteuil, est un athlète français, spécialiste des épreuves combinées.
Double champion du monde du décathlon, titres remportés à Londres en 2017 et à Eugene en 2022, et champion du monde en salle de l'heptathlon, titre remporté à Birmingham en 2018, il remporte la médaille d'argent du décathlon lors des Jeux olympiques de 2016 à Rio de Janeiro ainsi que lors des Jeux olympiques de 2020 à Tokyo. Il est également titré à l'heptathlon lors des championnats d'Europe en salle en 2017, 2021 et 2023.
Il détient depuis le 16 septembre 2018 le record du monde du décathlon avec 9 126 points, établi lors du Décastar de Talence.
Il a détenu, du 5 mars 2017 au 7 mars 2025 le record d'Europe en salle de l'heptathlon avec 6 479 points étant dépassé par le norvégien Sander Skotheim.

## Origines familiales et formations
Issu d'une famille yéniche — son père André est éducateur sportif, tandis que sa mère Carole est professeur de sport — Kevin Mayer a deux frères et un demi-frère. Sa famille paternelle est originaire de Farschviller, près de Forbach, en Moselle.
Il est titulaire d'un baccalauréat série S et suit un DUT Mesures Physiques au sein de l'IUT de Montpellier parallèlement à sa carrière sportive.
Il a pratiqué également le rugby, le handball, le cross-country, le tennis et le ski.

## Carrière sportive

### Champion du monde cadet (2009)
Kevin Mayer a commencé à pratiquer l'athlétisme alors qu'il était en classe de cinquième en 2004 ou 2005. Alors qu'il réside à La Roche-de-Glun, dans la Drôme, il se forme à l’Entente athlétique de Tain-Tournon,, et se qualifie lui-même de « drômardéchois ». Il jouait auparavant au tennis et au handball. À Bressanone, le 9 juillet 2009, lors des championnats du monde jeunesse, il obtient un score de 6 478 points à l'octathlon, à seulement 4 points du record du monde cadet, en réalisant 11 s 31 au 100 m, 7,24 m à la longueur, 13,48 m au poids, 50 s 56 au 400 m, 14 s 43 au 110 m haies, 2,04 m à la hauteur, 50,2 m au javelot et 2 min 41 s 22 au 1 000 m. Il s'entraîne désormais au Pôle espoirs de Montpellier.
Ses meilleures performances sont de 11 s 14 sur 100 m à Saint-Étienne, 49 s 87 sur 400 m dans la même ville, 2 min 41 s 22 à Bressanone sur 1 000 m et sur 1 500 m, 4 min 19 s 43, toujours à Saint-Étienne, 14 s 40 à Arles sur les haies hautes, 2,05 m au saut en hauteur à Valence, 4,60 m à la perche à Saint-Étienne, 7,24 m au saut en longueur à Bressanone et 14,02 m au poids à Montpellier.
Son précédent record pour le décathlon est alors de 7 821 points, total réalisé à Saint-Étienne, le 27 juin 2010.

### Champion du monde junior (2010)
Kevin Mayer est en tête du décathlon lors de la 1re journée des Championnats du monde juniors à Moncton, en réalisant trois nouveaux records personnels (au 100 m, à la longueur et sur 400 m). Le deuxième jour, il bat notamment son record au 110 m haies en 14 s 21 et à la perche en 4,70 m. Il remporte finalement la médaille d'or avec 7 928 points, malgré une relative contre-performance au javelot qui l'avait placé en 2e position à 42 points derrière le Russe Ilya Shkurenyov. Il devance celui-ci de plus de dix secondes en 4 min 21 s 35 lors la dernière épreuve, le 1 500 m, améliorant ainsi son récent record de France de 107 points.

### Champion d'Europe junior (2011)

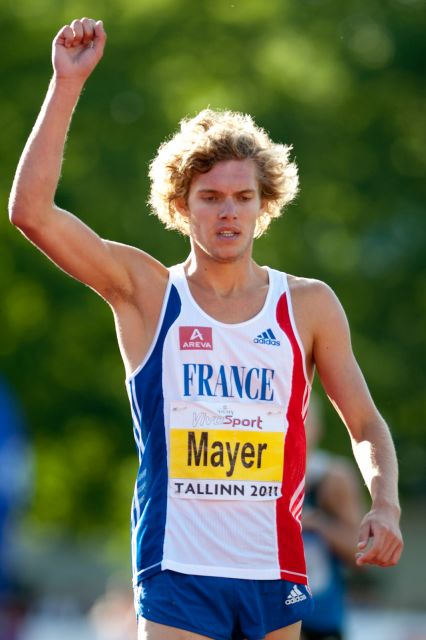
Kevin Mayer lors des championnats d'Europe juniors 2011.

En 2011, Kevin Mayer réalise un total de 7 992 points en terminant à la 8e place du meeting de Kladno, améliorant notamment ses performances au 400 m (48 s 66), au 110 m haies (14 s 74), au saut à la perche (4,90 m) et au lancer du javelot (60,96 m). Il bat le record de France junior de la spécialité détenu jusqu'alors par Ladji Doucouré.
En améliorant son record de 8 124 points, obtenu en tant que junior et également record des championnats, K. Mayer remporte la médaille d'or des Championnats d'Europe juniors au stade de Kadriorg à Tallinn en juillet 2011.

### Premiers Jeux olympiques (2012)
En 2012, Kevin Mayer commence sa saison par un décathlon à Cannes. Il réalise 8 091 points, ce qui représente son meilleur total avec des engins senior. Il réalise notamment 14,34 m au lancer du poids et 14 s 34 au 110 mètres haies. Aux Championnats d'Europe d'Helsinki, en quête du minima olympique et favori pour le podium, il bat son record sur 100 m en 11 s 10, mais mord la ligne d'appel lors de ses trois essais au saut en longueur et décide d'abandonner dès la deuxième épreuve.
Trois jours plus tard, il se rend à Bruxelles, ultime chance pour lui de réaliser le minima olympique. Il y bat son record au saut en longueur, avec un résultat de 7,63 m (vent +5,7 m. s−1), et au saut en hauteur, en réalisant un score de 2,09 m, totalisant 4 227 points au terme de la première journée. Après une remarquable seconde journée, au cours de laquelle il bat tous ses records, il totalise 8 415 points et réalise les scores minimaux de sélection olympique, battant dans le même temps le record de France espoir de la discipline, détenu depuis 1985 par William Motti avec un total de 8 306 points.
Lors de ces Jeux olympiques, le Français termine quinzième du classement final avec un score de 7 952 points, bien loin de ce qu'il avait réalisé à Bruxelles. Il réalise notamment une lourde contre-performance lors de l'épreuve du 110 m haies (15 s 59) et au saut à la perche (4,70 m).

### Vice-champion d'Europe en salle (2013)

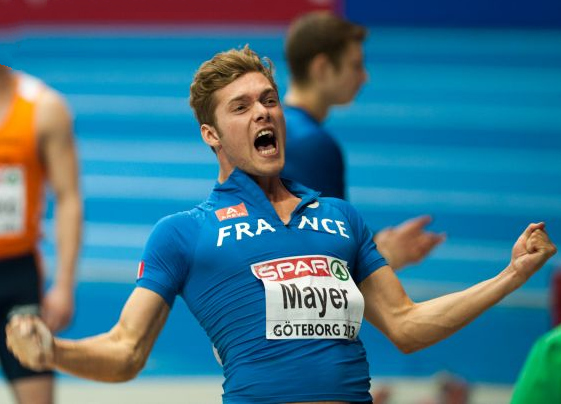
Kevin Mayer remporte la médaille d'argent des championnats d'Europe en salle de 2013.

En 2013, Kevin Mayer remporte sa première médaille internationale senior en décrochant la médaille d'argent des Championnats d'Europe en salle de Göteborg, réalisant à cette occasion un nouveau record personnel de 6 297 points. Il y améliore tous ses records personnels : 8 s 01 aux 60 m haies, 7 s 10 aux 60 m, 7,54 m au saut en longueur, 2,05 m au saut en hauteur, 5,20 m au saut à la perche, 15,16 m au lancer de poids et 2 min 37 s 30 aux 1 000 m. Il n'est devancé que par le Néerlandais Eelco Sintnicolaas qui obtient un score total de 6 372 points.Pendant la saison estivale, il remporte la Coupe d'Europe avec un score de 8 390 points (SB). Le mois suivant, il échoue au pied du podium des championnats du monde de Moscou, établissant malgré tout un nouveau record personnel de 8 446 points.

### Vice-champion d'Europe en plein air (2014)
Le 13 août 2014, lors des championnats d'Europe de Zürich, K. Mayer est sacré vice-champion d'Europe du décathlon, portant son record personnel à 8 521 points. Il est devancé par le Biélorusse Andrei Krauchanka (8 616 points). Il a notamment porté son record personnel du saut en longueur à 7,65 m.
Après une saison chaotique malgré une progression sportive, le Français annonce le 12 août 2015 son forfait pour les championnats du monde de Pékin (22 au 30 août), à la suite d'une douleur persistante au muscle ischio-jambier.

### Saison 2016

#### Préparation olympique
Le 6 février 2016, à Bompas, Mayer réalise en série du 60 m haies 8 s 02, puis égale en finale son record avec 8 s 01. Il bat également son record personnel sur le lancer du poids avec un jet à 15,55 m et améliore son ancienne marque de 39 centimètres.
Il participe le week-end du 27 et 28 février aux championnats de France en salle sur quelques épreuves où il améliore son record personnel sur 60 m en 6 s 95 et au lancer du poids avec 15,97 m avant de chuter sur le 60 m haies. Il annule sa participation aux championnats du monde en salle de Portland.
Un documentaire sur Kevin Mayer est réalisé en mai 2016 pour suivre son quotidien à l'approche des Jeux olympiques de Rio et notamment son décathlon à l'Hypo-Meeting de Götzis où il finit 2e du classement général avec 8 446, dépassant largement les minima pour les Jeux.

#### Jeux olympiques de Rio: la médaille d'argent

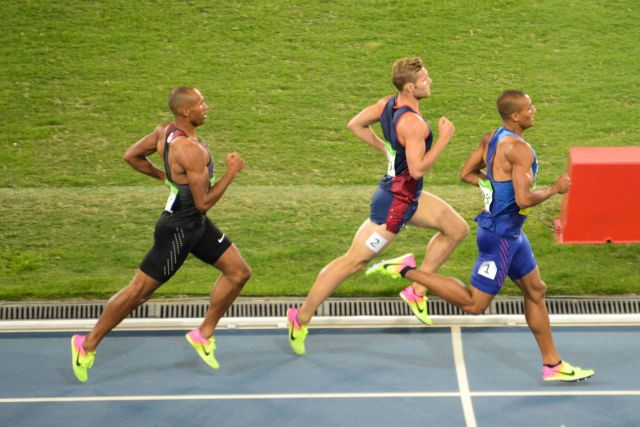
Kevin Mayer (au centre) lors de la dernière épreuve du 1500 m aux Jeux olympiques de Rio.

Le 17 août, Kevin Mayer participe à la 1re journée des Jeux olympiques de Rio où il améliore son record personnel sur 100 m (10 s 81), réalise sa meilleure performance de la saison au saut en longueur (7,60 m) puis un record au poids (15,76 m). Malgré une douleur à la cheville, il saute 2,04 m en hauteur mais ne tente pas la hauteur suivante, et améliore sur 400 m son record personnel de 2011 (48 s 66) en réalisant 48 s 28. À la fin de cette 1re journée, il totalise 4 435 points et se place 4e du classement provisoire derrière Ashton Eaton, Kai Kazmirek et Damian Warner. Le lendemain, Kevin Mayer commence sa journée par le 110 m haies où il réalise 14 s 02, la meilleure performance de sa carrière lors d'un décathlon et à seulement 1 centième de son record personnel établi à Valence plus tôt dans l'année. Il réalise ensuite un jet à 46,78 m au lancer du disque puis améliore son record personnel à la perche avec 5,40 m, ce qui le place désormais à la 2e place du classement provisoire avec 144 points d'avance sur Damian Warner. Il réalise l'avant-dernière épreuve avec un lancer de javelot à 65,04 m qui le ramène à 44 points d'Ashton Eaton.
À la fin du 1 500 m qu'il boucle en 4 min 25 s 49, Kevin Mayer devient vice-champion olympique et 6e meilleur performeur mondial de tous les temps de la discipline avec 8 834 points, nouveau record de France,. Première médaille dans cette épreuve pour la France depuis 1948 et Ignace Heinrich, il n'est devancé que par l'Américain Ashton Eaton (8 893 points),.

### Saison 2017

#### Record d'Europe et titre européen en salle

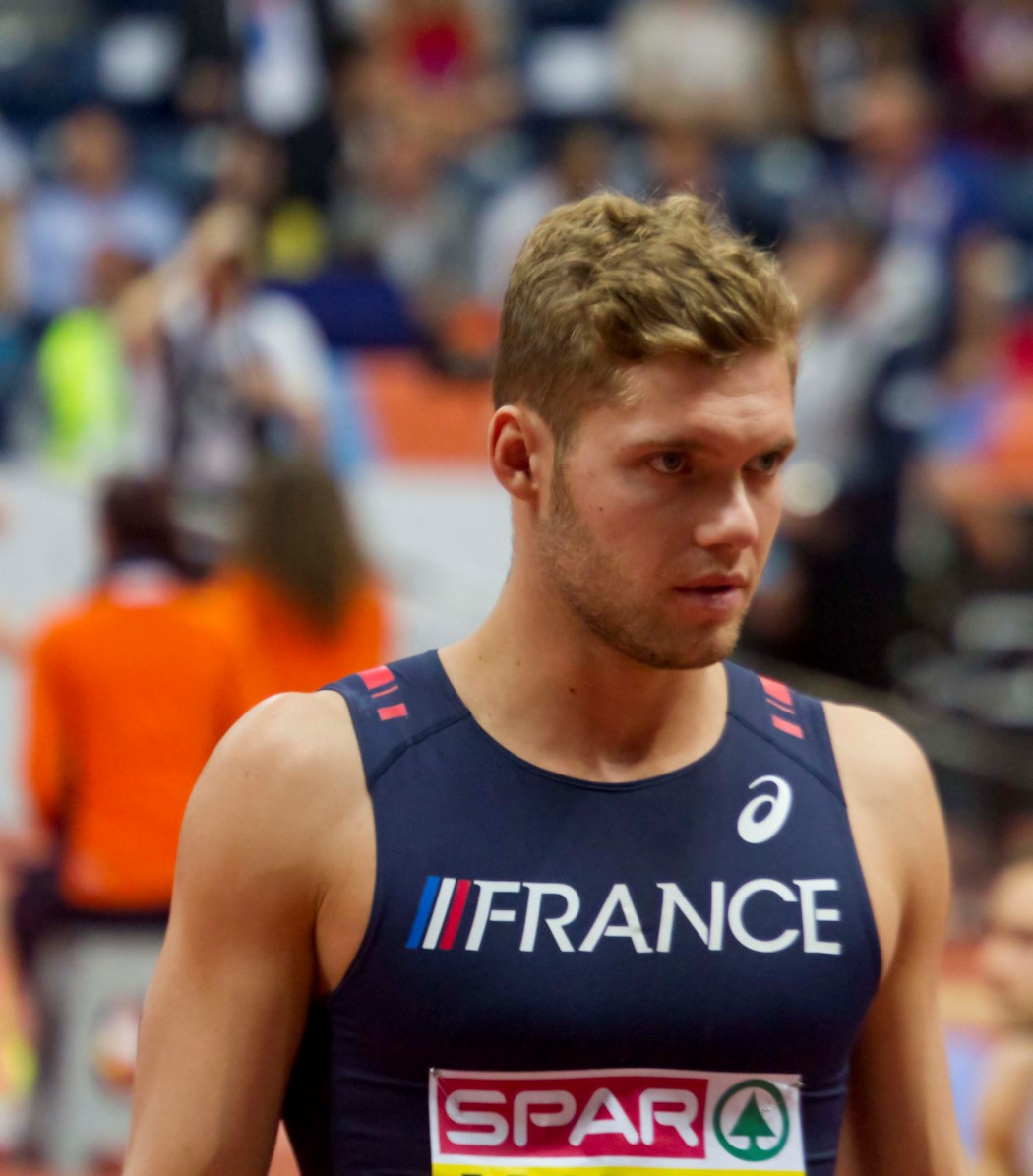
Kevin Mayer lors des Championnats d'Europe en salle 2017.

Kevin Mayer arrive aux championnats d'Europe en salle de Belgrade sans avoir réalisé d'heptathlon depuis 2013. Durant la saison, il a participé à la plupart des épreuves avec de bons résultats : 7 s 01 sur 60 m, 15,35 m au poids, 2,06 m en hauteur et 5,35 m à la perche.
Son championnat débute le 4 mars par le 60 m où il égale son record personnel avec 6 s 95 puis égale aussi celui du saut en longueur avec 7,54 m, lui permettant de prendre la tête provisoire du classement avec 1 845 points devant le Britannique Ashley Bryant (1 836). Il confirme sa bonne forme au lancer du poids (15,66 m) puis à la hauteur où il égale son record personnel à 2,10 m, réalisé en 2010 lorsqu'il était junior. À la fin de la journée, le Français totalise 3 571 points, soit 125 unités d'avance sur l'Espagnol Jorge Ureña. Le lendemain, il commence la compétition avec le 60 m haies où tous les doutes sont remis sur sa technique où il est passé en 7 foulées durant la saison. Ce doute est effacé puisque Mayer explose son record personnel (8 s 01) en stoppant le chrono à 7 s 88. En course pour le record de France de Christian Plaziat (6 418 points en 1992, ancien record du monde) et pour le record d'Europe de la légende Roman Šebrle (6 438 points en 2004), il entre dans le concours de la perche à 5,20 m à 18 h, soit 3 h 30 min après le début de l'épreuve, qu'il franchit dès sa 1re tentative. Il continue dans sa foulée en effaçant 5,30 et 5,40 m avant de butter à 5,50 m. À la fin de l'épreuve, Mayer est en course pour le record d'Europe mais aussi pour devenir le 2e performeur mondial de tous les temps (6 476 points par Dan O'Brien derrière Ashton Eaton et ses 6 645) : pour cela, l'athlète de Jean-Yves Cochand doit courir moins de 2 min 42 s et lors de cette épreuve, le Français stoppe le chronomètre à 2 min 41 s 08.
À 25 ans, K. Mayer remporte son premier titre international chez les seniors, explose le record d'Europe avec 6 479 points, devient le deuxième meilleur performeur mondial de tous les temps derrière Ashton Eaton. Il confirme par ailleurs qu'il sera très probablement le grand favori pour les championnats du monde de Londres en août 2017 où le double tenant du titre Eaton sera absent, retraité des pistes depuis le 3 janvier,.

#### Saison estivale
Parti en stage à La Réunion avec son groupe d'entraînement (composé notamment d'Antoinette Nana Djimou et de Katarina Johnson-Thompson), Kevin Mayer ouvre sa saison estivale le 15 avril au meeting de L'Étang-Salé avec de superbes performances : 48,44 m au disque (record personnel à 48,99 m), 2,06 m au saut en hauteur sur élan réduit et un record personnel en 21 s 76 sur le 200 m.
Il participe le 7 mai au premier tour des Interclubs, signant 63,37 m au javelot et 54 s 47 sur 400 m haies, pour la première course de sa carrière sur la discipline. Le week-end suivant, il s'aligne sur quelques épreuves du décathlon de Montpellier : il réalise 10 s 99 au 100 m, course qu'il qualifie de la plus « relevée au décathlon en France » (il finit 4e de la série) puis réalise 15,69 m au poids (record à 15,76 m) malgré la fatigue. Le lendemain, et ce malgré un jet qu'il trouve mauvais, il bat son record personnel sur le lancer du disque avec 49,08 m. Le 21 mai, il participe au second tour des Interclubs et signe 5,30 m à la perche, avant d'échouer à 5,50 m mais réalise de nouveau son record au disque avec 50,13 m, dépassant pour la première fois cette barrière.
Le 1er juillet, il est engagé dans un triathlon au meeting de Paris qu'il a aidé à préparer avec les organisateurs, où Mayer et cinq autres athlètes disputent le javelot, le 110 m haies et le saut en longueur : sur le lancer de javelot, le Français établit dès son premier essai un record personnel à 66,15 m, améliorant ses 66,09 m de 2013 avant de récidiver au troisième jet en le pulvérisant avec 70,54 m. Ironiquement, il indiquait la veille ne pas prendre de risque sur cette épreuve car c'est sur celle-ci qu'il avait ressenti une douleur à l’adducteur pendant l'échauffement. Quelques minutes plus tard, il explose également son record du 110 m haies (14 s 01) en réalisant 13 s 78.

#### Titre mondial du décathlon à Londres

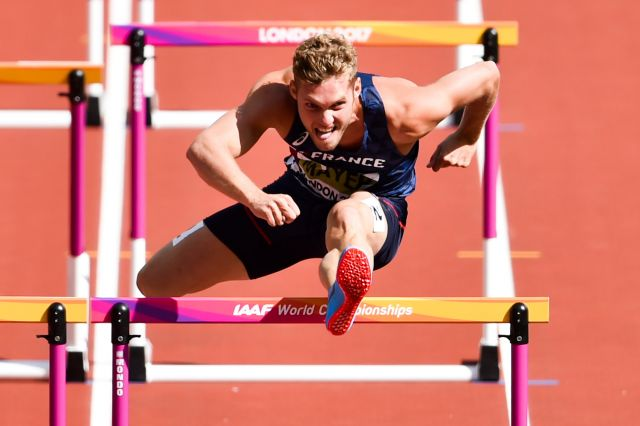
Mayer lors de l'épreuve du 110 m haies des championnats du monde 2017.

Le 11 août, Kevin Mayer commence le décathlon des championnats du monde de Londres : au 100 m, première épreuve, il frappe un grand coup en battant son record personnel en 10 s 70 avec vent défavorable, améliorant largement son ancien record (10 s 81). Au saut en longueur, il réalise 7,52 m puis lance 15,72 m au lancer du poids, ce qui lui permet de prendre la tête de la compétition après 3 épreuves. Au saut en hauteur, il franchit 2,08 m et rate de peu 2,11 m. Il conclut la première journée en battant de 2 centièmes son record au 400 m avec un temps de 48 s 26, lui permettant d'être en tête et de totaliser 4 478 points à mi-parcours. Le lendemain, il entame la compétition par le 110 m haies où il améliore son record personnel de 3 centièmes, réalisant 13 s 75. Au saut à la perche, le Français se fait une grosse frayeur en effaçant sa barre d'entrée (5,10 m) à sa troisième et dernière tentative, qui plus est en touchant la barre mais augmente son avance sur ses concurrents. Au lancer du javelot, il lance 66,10 m et possède avant la dernière épreuve 167 points d'avance sur l'Allemand Rico Freimuth, son grand rival. Il termine son 1 500 m en 4 min 36 s 73 et Kévin Mayer, 25 ans, est sacré champion du monde du décathlon avec 8 768 points, meilleure performance mondiale de l'année. Il devance sur le podium les Allemands Rico Freimuth (8 564) et Kai Kazmirek (8 488). Il devient le premier Français sacré dans cette discipline et devient le deuxième athlète à remporter l'or dans les épreuves combinées après Eunice Barber, championne du monde à l'heptathlon chez les femmes en 1999. Il remporte à cette occasion la douzième médaille d'or pour la France lors d'un championnat du monde et devient le septième athlète français à remporter un titre individuel.
En fin d'année, il est élu sportif de l'année 2017 en Occitanie. Il figure également à la troisième place du classement champion des champions de L'Équipe derrière Teddy Riner (judo) et Pierre-Ambroise Bosse (athlétisme) et à la deuxième place de l'athlète français de l'année 2017 de la Fédération française d'athlétisme derrière ce même Pierre-Ambroise Bosse.

### Saison 2018

#### Saison hivernale
Kevin Mayer axe sa saison hivernale sur différentes compétitions, sans faire d'heptathlon. L'objectif est le titre mondial en salle aux championnats du monde en salle de Birmingham. Il commence sa préparation par un stage en décembre, de deux semaines, à Doha au Qatar. C'est le 13 janvier, à l'occasion du meeting « X-Athletics » de Clermont-Ferrand, compétition consacrée aux épreuves combinées, que Mayer effectue sa rentrée hivernale sur le saut en longueur et le saut à la perche. Il réalise 7,18 m sur la première épreuve, ainsi que 5,06 m sur la seconde. La semaine suivante, il améliore son record personnel sur 60 m haies de six centièmes, en 7 s 82, et réalise 2,00 m au saut en hauteur, sur élan réduit.
Le 5 février, à Lyon, il saute 5,30 m à la perche et réalise 2 min 43 s au 1 000 m. Deux jours plus tard, lors du Meeting de Paris indoor, Kevin Mayer remporte le triathlon composé du lancer du poids, 60 m haies et du saut en longueur. Débutant par un jet au poids à 15,96 m, à seulement un centimètre de son record personnel, le Français s'impose à la longueur avec un saut à 7,48 m, avant d'améliorer pour la seconde fois de la saison son record du 60 m haies, en 7 s 79. Il totalise ainsi 2 814 points, soit plus de 250 unités devant son dauphin, l'Espagnol Jorge Ureña (2 551 pts).
Le 10 février, Mayer participe à l'étape de Rouen du Perche Élite Tour, en compagnie du gratin mondial de la discipline, avec notamment Renaud Lavillenie, Thiago Braz da Silva, Konstadínos Filippídis. Après une barre à 5,35 m maitrisée à son second essai, le français améliore de dix centimètres son record, dès sa première tentative, en franchissant 5,50 m. Poussé par un public scandant « Let's go Kevin » (« Vas-y Kévin »), le champion du monde du décathlon surprend en effaçant la barre suivante à 5,60 m, améliorant ainsi en une soirée son record personnel de vingt centimètres. Il échoue ensuite à 5,70 m, malgré de bonnes tentatives, et termine la compétition à la quatrième place.
Le week-end suivant, il est présent aux championnats de France en salle de Liévin sur plusieurs épreuves : le 60 m, 60 m haies, saut à la perche et saut en longueur. Sur le premier sprint plat, il court en 6 s 99 puis saute 6,80 m à la longueur. Fatigué, il décide de ne pas prendre de risque sur le 60 m haies le lendemain. Sur le saut à la perche, il échoue à franchir sa barre d'entrée et termine ainsi dernier de la finale.

#### Titre mondial en salle à l'heptathlon

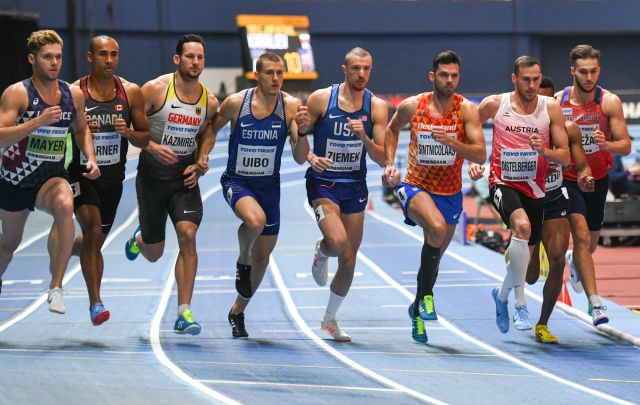
Kevin Mayer (à gauche) au départ du 1000 m de l'heptathlon durant les Championnats du monde en salle 2018 de Birmingham.

Le 2 mars, Kevin Mayer commence son heptathlon des Championnats du monde en salle de Birmingham, dont il est le favori : lors de la première épreuve, le 60 m, le Français bat son record personnel en 6 s 85, malgré un très mauvais départ (0 s 196 de temps de réaction). Il entame ainsi la compétition à la deuxième place du classement général derrière le Canadien Damian Warner, qui compte 41 points d'avance. Au saut en longueur, seconde épreuve de la journée, Mayer améliore d'un centimètre son record personnel, pour le porter à 7,55 m, et revient à deux points de Warner, auteur de 7,39 m. Grâce à un jet à 15,67 m, le meilleur de tous les athlètes engagés, au lancer du poids, il prend ensuite la tête du classement général avec 2 714 points, devant Warner (2 669) et l'Allemand Kai Kazmirek (2 572). En hauteur, il saute 2,02 m et mène au classement après la première journée de compétition. Le lendemain, il réalise au 60 m haies le temps de 7 s 83, tandis que Warner court en 7 s 67, ce qui le ramène à 4 points du Français. Mais à la perche, le Français ne saute que 5,00 m, performance moyenne pour lui. Il reste devant le Canadien, qui saute 4,90 m, soit 34 points d'avance avant la dernière épreuve. Physiquement et mentalement diminué, Mayer hésite à prendre part à la dernière épreuve, le 1 000 m. Finalement, il prend part à l'épreuve en sachant qu'il doit rester à moins de 3 secondes de Warner, sinon le titre lui échapperait. Le Canadien remporte la course en 2 min 37 s 12, record personnel, tandis que Mayer boucle les cinq tours en 2 min 39 s 64, soit 2 s 52 après. Cette marge lui permet ainsi de remporter le titre mondial avec 6 348 points, le second meilleur total de sa carrière ainsi qu'une meilleure performance mondiale de l'année, et de devancer Damian Warner de seulement 5 points, auteur par ailleurs d'un record du Canada. L'Estonien Maicel Uibo remporte la médaille de bronze avec 6 265 points, record personnel. Il devient le second Français sacré dans la discipline, 23 ans après Christian Plaziat, victorieux en 1995 à Barcelone.

#### Saison en plein air

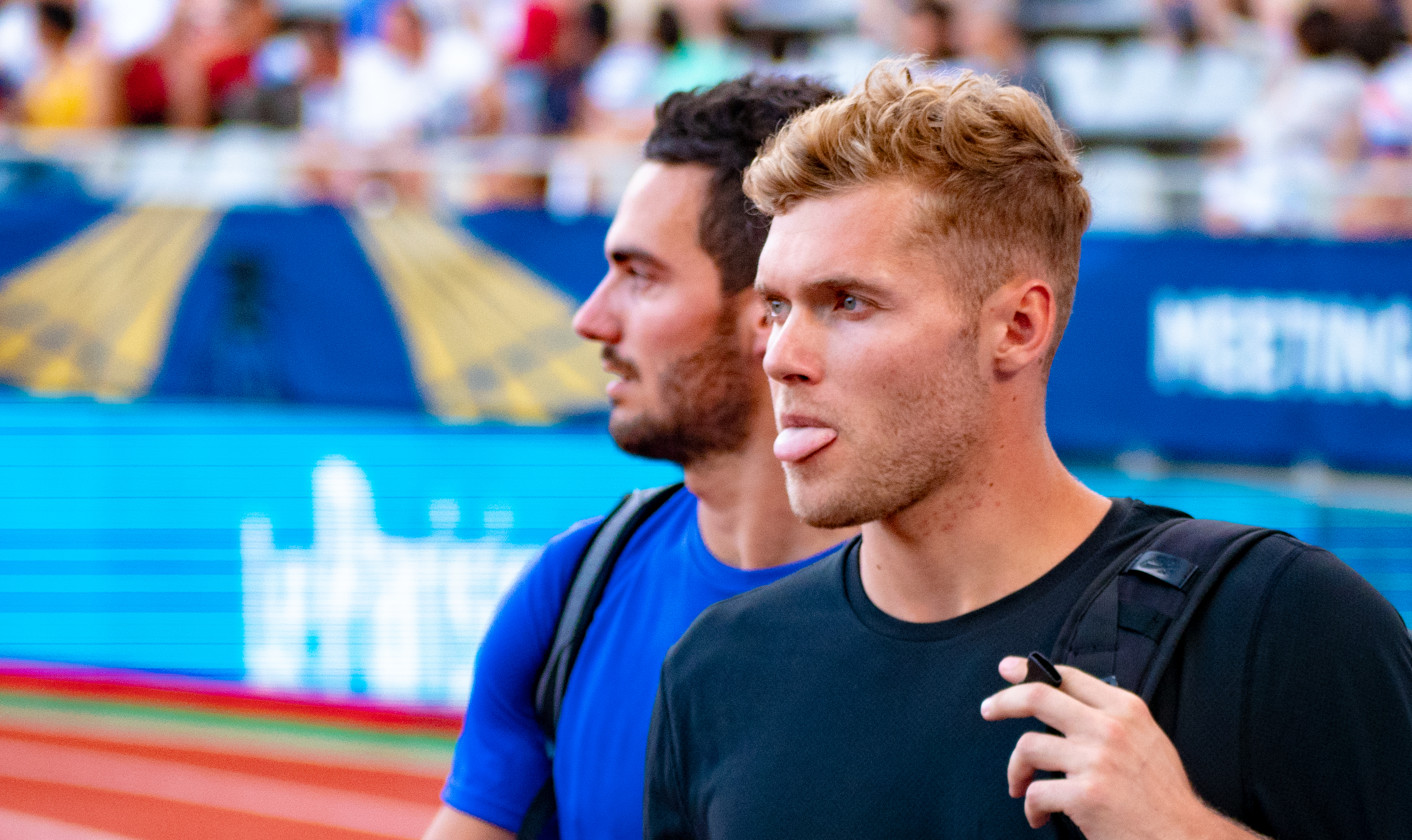
Kevin Mayer au Meeting de Paris 2018.

Kevin Mayer commence la saison estivale à l'occasion du Meeting National de Montpellier, le 12 mai, où il concourt sur le lancer du poids et le lancer du disque : longtemps attendue, il dépasse la barrière des 16 mètres au lancer du poids, 16,17 m exactement, nouveau record personnel battu de 41 centimètres. Au disque, il lance à 45,94 m. Le week-end suivant, lors du second tour des Interclubs, il s'aligne au saut à la perche et égale de belle manière son record en plein air de 5,40 m.
Les 16 et 17 juin, il se rend à Ratingen en Allemagne pour participer au Mehrkampf-Meeting Ratingen, bien qu'il ne s'aligne que sur six épreuves du décathlon : le premier jour, il prend part au 100 m et, malgré deux faux-départs dans sa série, le Français bat son record personnel en 10 s 66 (+ 1,0 m/s). Au lancer du poids, il réalise le second meilleur jet de sa carrière en plein air avec 15,86 m, et conclut sa journée avec 48 s 33 sur 400 m, à seulement sept centièmes de son record personnel. Le lendemain, sur 110 m haies, il égale le second meilleur temps de sa carrière, 13 s 78 avant de réaliser une grande sensation au lancer du disque, en améliorant son record de plus de deux mètres, pour le porter à 52,38 m. Pour la dernière épreuve de son week-end, le saut à la perche, Mayer saute 5,20 m et repart d'Allemagne complètement satisfait de ses performances.
Le 30 juin, Mayer participe au triathlon du Meeting de Paris : auteur de 7,62 m au saut en longueur, il bat ensuite de très belle manière son record personnel au lancer du poids, projetant son engin à 16,51 m, puis améliore également sa meilleure performance sur le 110 m haies, en 13 s 71.
Le 7 août 2018, Kevin Mayer commence son décathlon des Championnats d'Europe de Berlin : au 100 m, la première épreuve, le Français bat son record personnel en 10 s 64 (+ 0,3 m/s). Lors du saut en longueur, Kevin Mayer mord ses trois essais et perd toutes ses chances de médaille. Il abandonne à la suite de cette désillusion. À la suite de son échec, il annonce deux jours plus tard sur les réseaux sociaux sa participation aux Décastar de Talence les 15 et 16 septembre.

#### Record du monde du décathlon

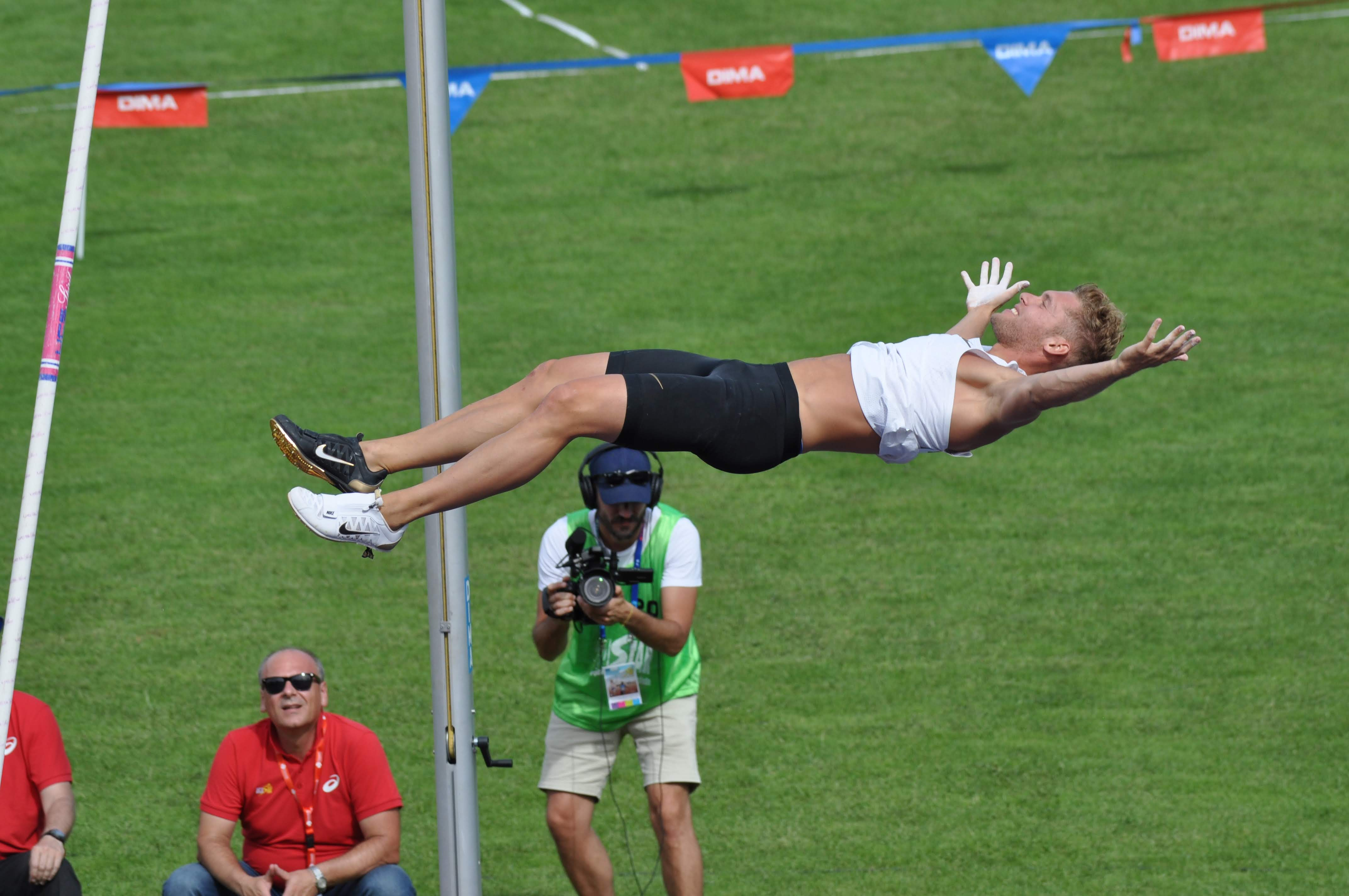
Kevin Mayer lors de son record du monde au Décastar 2018.

Lors de la première journée du décathlon au Décastar, il commence par battre son record personnel au 100 m en 10 s 55 avant de sauter 7,80 m en longueur, améliorant de quinze centimètres son record personnel. Au poids, il réalise un lancer à 16 m dès son premier essai. Peu après à la hauteur, il passe la barre des 2,05 m au dernier essai. En conclusion de la première journée, il court le 400 m en 48 s 42, ce qui lui fait alors 4 563 points à l'issue de la première journée du décathlon, un point devant Ashton Eaton lorsque celui-ci battit le record du monde à Pékin en 2015. Le second jour, il débute avec un 110 m haies en 13 s 75. Au disque, il lance son engin à 50,54 m et a alors un point d'avance sur le record du monde. Il bat son record en décathlon du saut à la perche en sautant 5,45 m au premier essai. Lors de l'avant-dernière épreuve, le javelot, il réalise un jet à 71,90 m, s'offrant alors 205 points d'avance sur le record du monde. En courant son 1 500 m en 4 min 36 s 11, il bat le record du monde du décathlon avec 9 126 points et devient le premier athlète à dépasser 9 100 points.
Les performances par épreuve de son record du monde, établi les 15 et 16 septembre 2018 lors du Décastar de Talence, sont les suivantes :
| Épreuves    | 100 m              | Saut en longueur  | Lancer du poids | Saut en hauteur | 400 m   | 110 m haies        | Lancer du disque | Saut à la perche | Lancer du javelot | 1 500 m       | Total     |
| ----------- | ------------------ | ----------------- | --------------- | --------------- | ------- | ------------------ | ---------------- | ---------------- | ----------------- | ------------- | --------- |
| Performance | 10 s 55 (+0,3 m/s) | 7,80 m (+1,2 m/s) | 16,00 m         | 2,05 m          | 48 s 42 | 13 s 75 (-1,1 m/s) | 50,54 m          | 5,45 m           | 71,90 m           | 4 min 36 s 11 | 9 126 pts |
| Points      | 963 pts            | 1 010 pts         | 851 pts         | 850 pts         | 889 pts | 1 007 pts          | 882 pts          | 1 051 pts        | 918 pts           | 705 pts       | 9 126 pts |

Il est élu athlète européen de l'année par la Fédération européenne d'athlétisme le 26 octobre à Lausanne. Il est élu Champion des champions de L'Équipe 2018 en même temps que Clarisse Agbegnenou.

### Saison 2019

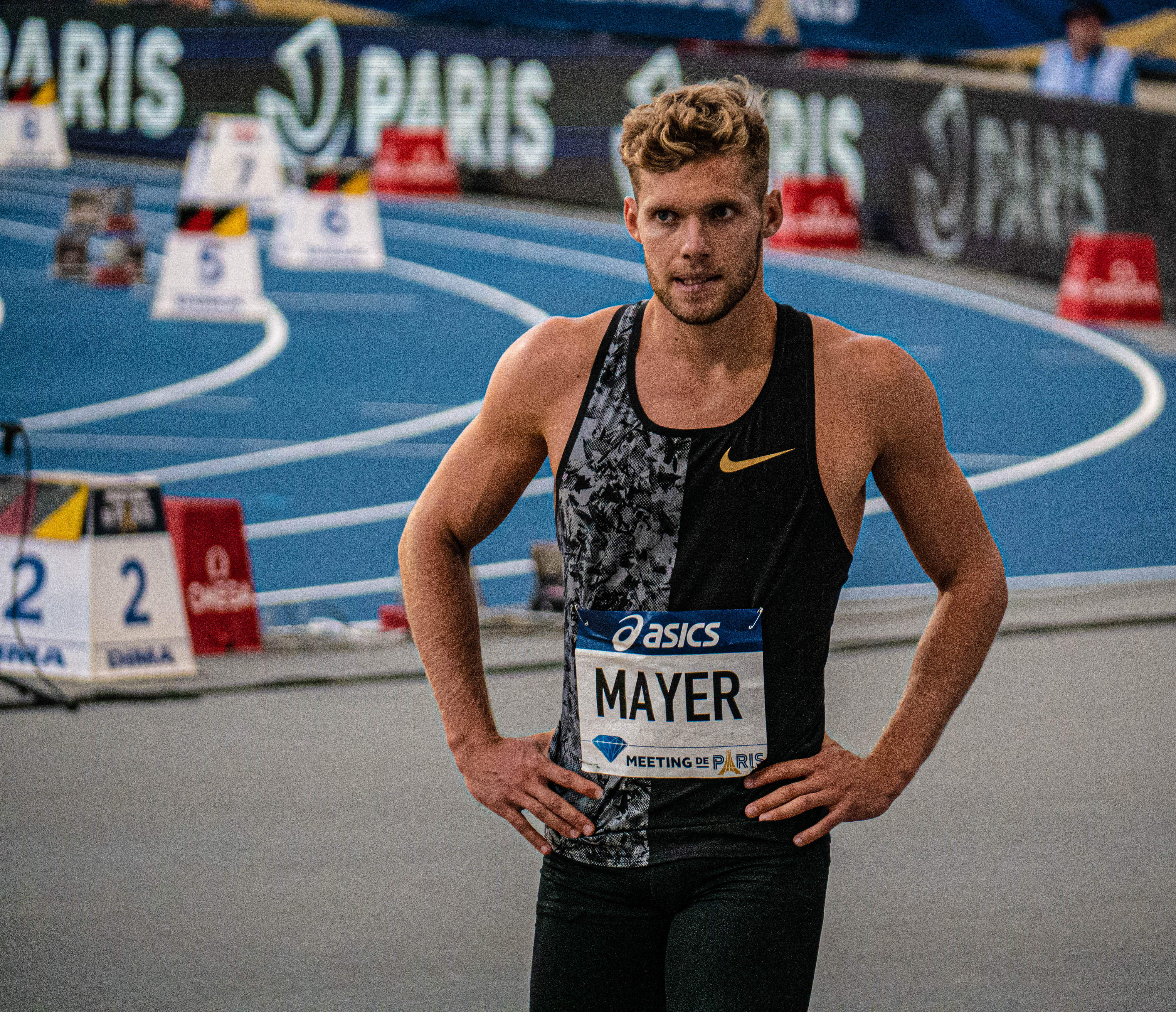
Lors de son épreuve de longueur au Meeting de Paris 2019.

Lors des championnats de France 2019, il participe à l'épreuve du 110 m haies où il améliore son record personnel à deux reprises, passant de 13 s 71 à 13 s 60 en séries, puis terminant la finale à la 4e place en 13 s 49 dans une course trop ventée (+ 3,0 m/s).
Cependant, du fait de la pandémie mondiale du Coronavirus, la saison se révèle plutôt courte à cause des nombreuses annulations de meetings.

#### Blessure aux Championnats du monde
Un mois avant les Championnats du monde, Kevin Mayer ressent une douleur au niveau du tendon d'Achille gauche et doit mettre un terme à sa préparation et commencer la rééducation. Arrivé au Qatar, il commence son décathlon en battant son record sur le 100 m en 10 s 50 (+ 0,8 m/s) et termine 3e des engagés derrière les Canadiens Damian Warner (10 s 35) et Pierce Lepage (10 s 36). Lors de cette course, sa douleur au tendon d'Achille se réveille. Malgré la douleur, il réussit à améliorer trois fois sa marque au saut en longueur en sautant 7,43 m, 7,53 m puis finalement, 7,56 m, termine 4e du concours derrières les Canadiens et l'athlète neutre Ilya Shkurenyov. Il est alors toujours 3e au classement général, à 90 points du premier. Au poids, après un premier essai mordu, il réalise un deuxième jet à 16,82 m, à 26 cm de son record personnel (17,08 m). Cette marque lui offre un nouveau record personnel en décathlon. Il arrête le concours après ce deuxième essai en ayant pris la tête du décathlon, 51 points devant le deuxième. Lors du saut en hauteur, quatrième épreuve de la journée, Mayer s'y reprend à trois fois pour passer la barre des 1,99 m et échoue trois fois à 2,02 m. Il reste malgré tout en tête du décathlon avec onze points d'avance sur Warner. Arrive le 400 m, dernière épreuve de la première journée, où il termine dernier de sa série en 48 s 99, ce qui le rétrograde à la troisième place derrière Warner et Lepage. La deuxième journée commence avec le 110 m haies où Kevin Mayer tape une haie et se blesse au niveau du muscle ischio-jambier gauche. Pourtant, avec un temps de 13 s 87, il réussit à remonter à la deuxième place du classement provisoire derrière Warner. Lors de l'épreuve du disque, après un premier essai mordu, il lance son engin à 48,34 m et prend la tête du classement. Finalement, après avoir essayé par deux fois de sauter une première barre à 4,60 m et incapable de sauter, Mayer met fin à son décathlon, vaincu par les blessures.

### Saison 2020
Alors qu'il devait participer au 60 m haies du meeting indoor de Paris le 2 février 2020 (sa première compétition depuis son abandon aux Mondiaux de Doha), Kevin Mayer est finalement contraint de déclarer forfait juste avant le début de l'épreuve en raison d'une douleur au tendon d'Achille gauche, préférant ne prendre aucun risque avant les Jeux olympiques de Tokyo.
Le 7 juin, il participe avec l'Allemand Niklas Kaul et l'Estonien Maicel Uibo à un triathlon à distance dans le cadre de l’« Ultimate Garden Clash », un format lancé par la Fédération internationale pour pallier l’arrêt des compétitions en raison de la crise sanitaire. Le principe est de passer le plus de fois 4 m à la perche en dix minutes ; lancer le plus de fois le poids au-delà de 12 m en dix minutes ; et réussir le plus de fois un aller-retour de 20 m en courant en cinq minutes. Le Français remporte haut la main la compétition avec 71 points, s'imposant notamment à la perche (17 sauts réussis) et au poids (28 lancers réussis), avant d’être battu de peu à la course (26 allers-retours réussis pour Mayer, 27 pour Kaul),. Plus d'un mois plus tard le 16 juillet, il prend part à son premier meeting de la saison à Montpellier où il est engagé sur le lancer du poids et le lancer du disque : il termine premier du poids avec un jet à 15,39 m, puis deuxième du disque avec un lancer à 47,96 m, des performances largement améliorables. Le 31 juillet, toujours à Montpellier, il signe sa rentrée sur 100 m avec un chrono en 10 s 77, puis réalise 46,09 m au lancer du disque.
Il réalise les minima de qualifications pour les Jeux olympiques les 18 et 19 décembre à Saint-Paul. À cette occasion, il récolte 8 552 points et améliore son record personnel sur 110 m haies en 13 s 54.

### Saison 2021

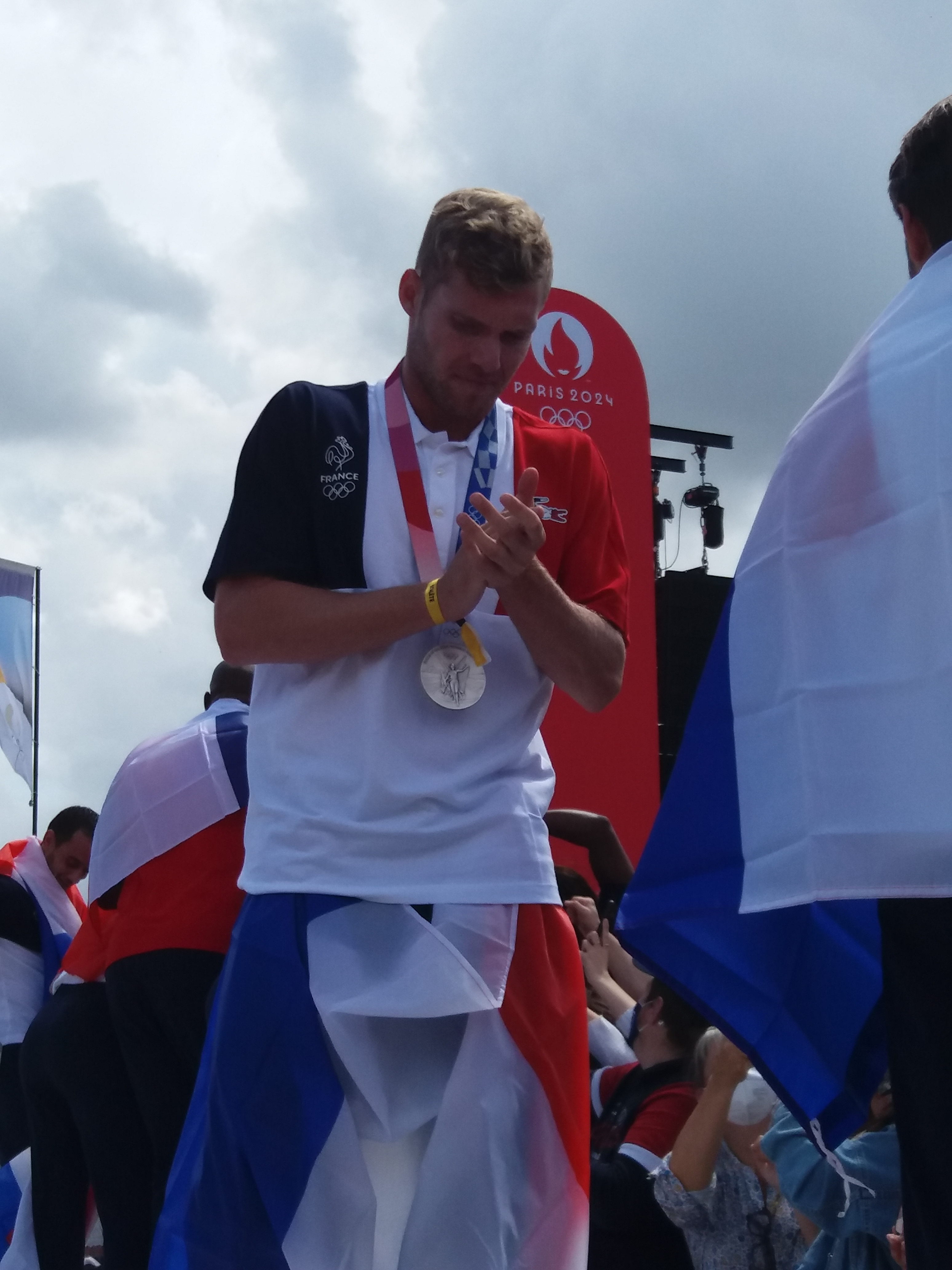
Kevin Mayer en 2021 au défilé des athlètes français au Trocadero.

#### Deuxième titre européen en salle
Kevin Mayer commence sa saison (en salle) le 31 janvier à Lyon. Le 20 février, lors des Championnats de France indoor à Miramas, il s'aligne sur 60 m et au saut en longueur, ainsi que sur le 60 m haies mais ne finit pas la dernière course. Il confirme toutefois sa présence sur l'épreuve de l'heptathlon aux Championnats d'Europe indoor, à Toruń, en Pologne (du 5 au 7 mars).
Il commence son heptathlon le 5 mars avec le 60 m où il réalise un temps de 6 s 86, le deuxième meilleur temps de sa carrière, puis saute à 7,47 m lors du saut en longueur. Il est alors deuxième de l'heptathlon derrière le Suisse Simon Ehammer. Lors de la troisième épreuve, le lancer du poids, il réalise un nouveau record personnel avec un jet à 16,32 m. Pour la quatrième épreuve, le saut en hauteur, Kevin Mayer termine son concours à 2,04 m et est alors leader de l'heptathlon avec 3 571 points. Le lendemain matin, il commence la journée avec 7 s 78 sur le 60 m haies, ce qui lui permet de conserver la tête avec 4 609 points devant le Suisse Ehammer (4 566 points) et l'Espagnol Jorge Ureña (4 439 points). Lors de l'épreuve du saut à la perche, son principal concurrent, le Suisse Ehammer — qui a alors seulement 10 points de retard — rate toutes ses barres à 4,50 m et ne marque alors aucun point sur cette épreuve. Kevin Mayer conserve la tête de la compétition en sautant 5,20 m ; il cumule alors 5 581 points. À la suite du 1 000 m, qu'il boucle en 2 min 45 s 72 (7e place), il remporte le titre de champion d'Europe de l'heptathlon pour la deuxième fois de sa carrière, avec un total de 6 392 points.

#### Vice-champion olympique pour la seconde fois
Le décathlon aux Jeux olympiques d'été de 2020 à Tokyo débute le 4 août, Kevin Mayer gêné par une douleur au dos réalise un 100 m en 10 s 68 puis 7,50 m au saut en longueur et enfin, 15,07 m au lancer du poids. Au saut en hauteur, il passe 2,08 m — troisième performance du concours — avant de réaliser un petit 50 s 31 au 400 m, dernière épreuve de la première journée,. À la fin de cette journée, il est 5e au général avec 4 340 points à 382 points du premier, le Canadien Warner. Le lendemain, grâce à un lancer du javelot à 73,09 m — nouveau record personnel —, il reprend 200 points à l'Australien Ashley Moloney et au Canadien Pierce Lepage, et prend la 2e place provisoire du décathlon. Loin derrière le Canadien Warner, intouchable et qui devient le quatrième décathlonien à passer la barre des 9 000 points avec 9 018 points, Kevin Mayer remporte finalement la médaille d'argent du décathlon — comme à Rio en 2016 —avec 8 726 points.

### Saison 2022
Fin janvier 2022, il s'aligne sur le meeting d’épreuves combinées X-Athletics à Aubière mais ne dispute pas l'intégralité des épreuves. Il s'impose néanmoins sur 60 mètres haies et au saut à la perche. Blessé aux tendons d'Achille, Kevin Mayer renonce à participer à l'heptathlon des championnats du monde en salle, à Belgrade. Il ne dispute aucune épreuve combinée avant les championnats du monde. Dans le cadre de sa préparation, il prend part au meeting de paris aux épreuves de longueur (7,38 m) et lancer de poids (15,61 m). En mai, Mayer met fin à sa collaboration avec le préparateur physique Jérôme Simian qui l’accompagne depuis 2013, et continue de travailler uniquement avec Alexandre Bonacorsi, son ami d'enfance et entraîneur.

#### Second titre mondial à Eugene

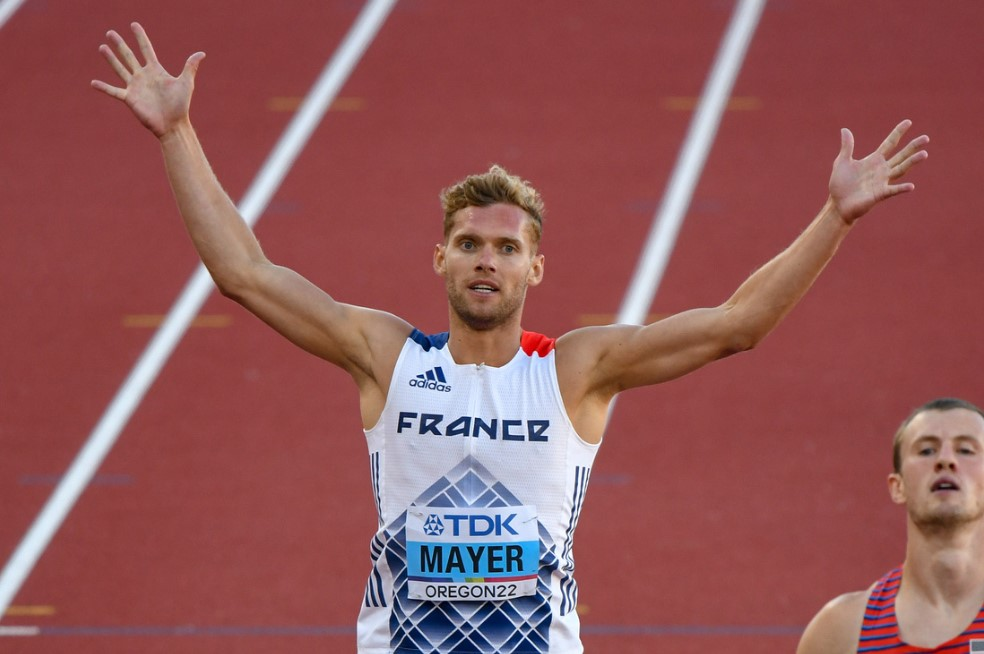
Kevin Mayer à l'arrivée du 1500 m lors des championnats du monde 2022.

En juillet aux championnats du monde d'athlétisme à Eugene aux États-Unis, Kevin Mayer commence son décathlon avec de bonnes performances le premier jour, mis à part au lancer de poids (14,98 m). Il est alors sixième avant la deuxième journée sachant que le leader Damian Warner se blesse dans l'épreuve du 400 m. Le deuxième jour, Kevin reprend des points à ses principaux concurrents avec d'excellentes performances au lancer de disque (49,44 m), au saut à la perche (5,40 m) et au lancer du javelot (70,31 m). Il vire en tête avant la dernière épreuve et termine finalement le décathlon avec 8 816 points, la troisième meilleure performance de sa carrière après les 9 126 pts de son record du monde et les 8 834 pts de Rio. Il devance sur le podium le Canadien Pierce Lepage (8 701 pts) et l'Américain Zach Ziemek (8 676 pts) et décroche son deuxième titre mondial. Il remporte la seule médaille pour la France lors de ces championnats et devient l'athlète français le plus titré dans cette compétition avec Marie-José Pérec, Stéphane Diagana, Eunice Barber et Ladji Doucouré.

#### Championnats d'Europe 2022 à Munich
Huit jours après son titre aux Championnats du Monde à Eugene, il annonce sa participation aux Championnats d'Europe d'Athlétisme 2022 à Munich qui se disputeront du 15 au 21 août 2022. Cela ne lui laisse que trois semaines pour récupérer et se préparer pour ces Championnats d'Europe. Il abandonne sur la première épreuve après avoir ressenti une gêne au grand adducteur.

### Saison 2023

#### Champion d'Europe en salle

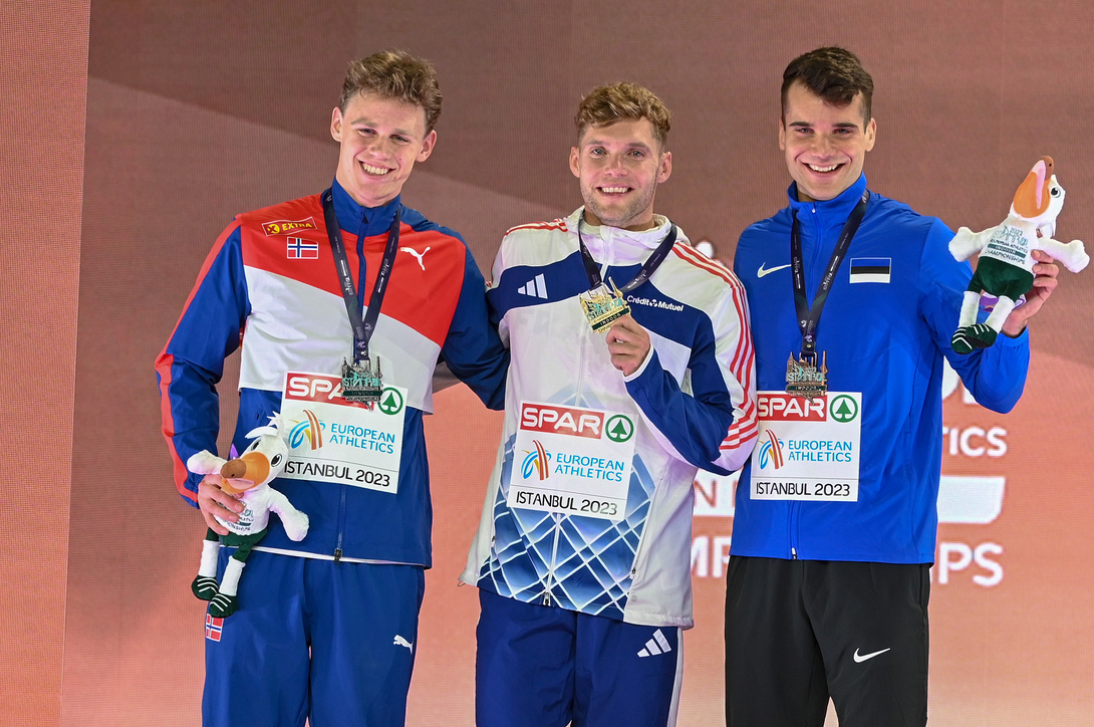
Kevin Mayer sur le podium des championnats d'Europe en salle 2023 entre Sander Skotheim et Risto Lillemets.

Kevin Mayer participe en mars 2023 à l'heptathlon des championnats d'Europe en salle d'Istanbul. Lors de la première journée de la compétition, il égalise son record personnel sur 60 m (6 s 85), réalise 7,41 m au saut en longueur, atteint 15,81 m au lancer du poids et franchit 1,98 m au saut en hauteur, se classant deuxième du classement général, à 67 pts du Norvégien Sander Skotheim. Le lendemain, le 5 mars, il remporte l'épreuve du 60 mètres haies (7 s 76) et celle du saut à la perche (5,30 m). Avant le départ de la dernière épreuve du 1 000 mètres, il possède 101 points d’avance — soit environ neuf secondes à la table de cotation de l'heptathlon — sur Skotheim, un adversaire plus rapide que lui sur la distance. Le Norvégien tente de creuser une avance définitive sur son adversaire mais craque sur la fin (2 min 37 s 82), permettant à Mayer (2 min 44 s 20) de garder une avance de 30 points au classement (6 348 pts contre 6 318 pts). Il décroche un troisième titre de champion d’Europe de l’heptathlon en salle après 2017 et 2021, égalant la performance du Tchèque Roman Šebrle au palmarès de l'épreuve.

#### Championnats du monde 2023 à Budapest
Qualifié en tant que tenant du titre, Kevin Mayer prend part au decathlon des championnats du monde avec une gêne au tendon d'Achille gauche. Il abandonne après les deux premières épreuves.

### Saison 2024
En quête des minima pour se qualifier à l'épreuve du décathlon des Jeux olympiques de Paris (8 460 points), Kevin Mayer renonce au premier rendez-vous en décembre 2023 au décathlon de Brisbane à la suite de sa gêne à la hanche contractée durant les derniers championnats du monde. Pour se préparer au prochain décathlon, Kevin Mayer décale son programme et fait l'impasse sur les  championnats du monde en salle prévu début mars pour participer à une compétition en Californie. Il reprend la compétition le 17 février avec un heptathlon lors des championnats de France en salle mais abandonne sur une blessure aux ischio. Finalement en mars 2024, il prend bien part à l'Aztec Invitational, compétition organisée à l'Université de San Diego mais il est contraint à l'abandon à la quatrième épreuve sur une blessure après avoir réalisé 10 s 75 au 100 m, 7,07 m au saut en longueur et 16,12 m au poids.
Kevin Mayer participe aux championnats d'Europe sans avoir terminé un décathlon depuis son titre mondial en juillet 2022, il a d'ailleurs été qualifié à cette compétition par invitation de l'Association européenne d'athlétisme. Son objectif dans cette compétition n'est pas tant l'or (bien qu'il ne l'ait jamais remporté au niveau européen) que la qualification olympique, qu'il assure en terminant cinquième, avec 8 476 points. Le 7 juillet, il se blesse lors d'un 110 mètres haies du meeting de Paris. Atteint d'« une déchirure quasi-totale » d'un tendon semi-membraneux, il est contraint de renoncer au décathlon olympique à la veille du début de l'épreuve.

## Latéralité
Si Kevin Mayer est droitier pour les lancers, les sauts en longueur et à la perche, son pied d'appel est aussi le droit pour le saut en hauteur, ce qui correspond à une latéralisation de gaucher pour cette épreuve (latéralité croisée).

## Vie personnelle
Depuis 2017, il est en couple avec Delphine Jariel, championne de France de planche à voile,,.

## Palmarès

### Championnats
| Année | Compétition                    | Lieu           | Résultat | Épreuve    | Points |
| ----- | ------------------------------ | -------------- | -------- | ---------- | ------ |
| 2009  | Championnats du monde cadets   | Bressanone     | 1er      | Octathlon  | 6 478  |
| 2010  | Championnats du monde juniors  | Moncton        | 1er      | Décathlon  | 7 928  |
| 2011  | Championnats d'Europe juniors  | Tallinn        | 1er      | Décathlon  | 8 124  |
| 2012  | Championnats d'Europe          | Helsinki       | —        | Décathlon  | DNF    |
| 2012  | Jeux olympiques                | Londres        | 15e      | Décathlon  | 7 952  |
| 2013  | Championnats d'Europe en salle | Göteborg       | 2e       | Heptathlon | 6 297  |
| 2013  | Coupe d'Europe                 | Tallinn        | 1er      | Décathlon  | 8 390  |
| 2013  | Championnats du monde          | Moscou         | 4e       | Décathlon  | 8 446  |
| 2014  | Championnats d'Europe          | Zurich         | 2e       | Décathlon  | 8 521  |
| 2016  | Jeux olympiques                | Rio de Janeiro | 2e       | Décathlon  | 8 834  |
| 2017  | Championnats d'Europe en salle | Belgrade       | 1er      | Heptathlon | 6 479  |
| 2017  | Championnats du monde          | Londres        | 1er      | Décathlon  | 8 768  |
| 2018  | Championnats du monde en salle | Birmingham     | 1er      | Heptathlon | 6 348  |
| 2018  | Championnats d'Europe          | Berlin         | —        | Décathlon  | DNF    |
| 2019  | Championnats du monde          | Doha           | —        | Décathlon  | DNF    |
| 2021  | Championnats d'Europe en salle | Toruń          | 1er      | Heptathlon | 6 392  |
| 2021  | Jeux olympiques                | Tokyo          | 2e       | Décathlon  | 8 726  |
| 2022  | Championnats du monde          | Eugene         | 1er      | Décathlon  | 8 816  |
| 2022  | Championnats d'Europe          | Munich         | —        | Décathlon  | DNF    |
| 2023  | Championnats d'Europe en salle | Istanbul       | 1er      | Heptathlon | 6 348  |
| 2023  | Championnats du monde          | Budapest       | —        | Décathlon  | DNF    |
| 2024  | Championnats d'Europe          | Rome           | 5e       | Décathlon  | 8 476  |

### Meetings
| Année | Compétition                | Lieu       | Résultat | Épreuve   | Points |
| ----- | -------------------------- | ---------- | -------- | --------- | ------ |
| 2014  | Mehrkampf-Meeting Ratingen | Ratingen   | 2e       | Décathlon | 8 323  |
| 2015  | Aroña pruebas combinadas   | Aroña      | 1er      | Décathlon | 8 469  |
| 2016  | Hypo-Meeting               | Götzis     | 2e       | Décathlon | 8 446  |
| 2018  | Décastar                   | Talence    | 1er      | Décathlon | 9 126  |
| 2020  | Meeting de La Réunion      | Saint-Paul | 1er      | Décathlon | 8 552  |

## Records

### Records personnels
| Épreuve               | Performance           | Points                | Lieu                  | Date                  |
| Épreuves du décathlon | Épreuves du décathlon | Épreuves du décathlon | Épreuves du décathlon | Épreuves du décathlon |
| --------------------- | --------------------- | --------------------- | --------------------- | --------------------- |
| 100 m                 | 10 s 50               | 975                   | Doha                  | 2 octobre 2019        |
| Saut en longueur      | 7,80 m                | 1010                  | Talence               | 15 septembre 2018     |
| Lancer du poids       | 17,08 m               | 918                   | Paris                 | 24 août 2019          |
| Saut en hauteur       | 2,09 m                | 887                   | Bruxelles             | 30 juin 2012          |
| 400 m                 | 48 s 26               | 897                   | Londres               | 11 août 2017          |
| 110 m haies           | 13 s 54               | 1035                  | Saint-Paul            | 19 décembre 2020      |
| Lancer du disque      | 52,38 m               | 920                   | Ratingen              | 17 juin 2018          |
| Saut à la perche      | 5,45 m                | 1051                  | Talence               | 16 septembre 2018     |
| Lancer du javelot     | 73,09 m               | 937                   | Tokyo                 | 5 août 2021           |
| 1 500 m               | 4 min 18 s 04         | 825                   | Bruxelles             | 1er juillet 2012      |
| Décathlon             | 9 126 pts (WR)        |                       | Talence               | 16 septembre 2018     |
| Autres épreuves       |                       |                       |                       |                       |
| 200 m                 | 21 s 76               | —                     | L'Étang-Salé          | 15 avril 2017         |
| 1 000 m               | 2 min 41 s 22         | —                     | Bressanone            | 9 juillet 2009        |
| 400 m haies           | 54 s 57               | —                     | Annecy                | 7 mai 2017            |

| Épreuve          | Performance    | Lieu                | Date                        |
| ---------------- | -------------- | ------------------- | --------------------------- |
| 60 m             | 6 s 85         | Birmingham Istanbul | 2 mars 2018 4 mars 2023     |
| Saut en longueur | 7,55 m         | Birmingham          | 2 mars 2018                 |
| Lancer du poids  | 16,32 m        | Toruń               | 6 mars 2021                 |
| Saut en hauteur  | 2,10 m         | Aubière Belgrade    | 13 février 2010 4 mars 2017 |
| 60 m haies       | 7 s 68         | Liévin              | 9 février 2021              |
| Saut à la perche | 5,60 m         | Rouen               | 10 février 2018             |
| 1 000 m          | 2 min 37 s 30  | Göteborg            | 3 mars 2013                 |
| Heptathlon       | 6 479 pts (ER) | Belgrade            | 5 mars 2017                 |

### Meilleures performances par année
| Année | Points         | Date              | Lieu           | Rang mondial |
| ----- | -------------- | ----------------- | -------------- | ------------ |
| 2011  | 7 992 pts      | 16 juin 2011      | Kladno         | 38           |
| 2012  | 8 415 pts      | 1er juillet 2012  | Bruxelles      | 8            |
| 2013  | 8 446 pts      | 11 août 2013      | Moscou         | 4            |
| 2014  | 8 521 pts      | 13 août 2014      | Zurich         | 2            |
| 2015  | 8 469 pts      | 7 juin 2015       | Arona          | 6            |
| 2016  | 8 834 pts      | 18 août 2016      | Rio de Janeiro | 2            |
| 2017  | 8 768 pts      | 12 août 2017      | Londres        | 1            |
| 2018  | 9 126 pts (WR) | 16 septembre 2018 | Talence        | 1            |
| 2019  | N/A            | N/A               | N/A            | N/A          |
| 2020  | 8 552 pts      | 19 décembre 2020  | Saint-Paul     | 1            |
| 2021  | 8 726 pts      | 5 août 2021       | Tokyo          | 2            |
| 2022  | 8 816 pts      | 24 juillet 2022   | Eugene         | 2            |
| 2023  | N/A            | N/A               | N/A            | N/A          |

| Année | Points         | Date            | Lieu       | Rang mondial |
| ----- | -------------- | --------------- | ---------- | ------------ |
| 2011  | 5 872 pts      | 23 janvier 2011 | Aubière    | 1 (junior)   |
| 2012  | N/A            | N/A             | N/A        | N/A          |
| 2013  | 6 297 pts      | 3 mars 2013     | Göteborg   | 2            |
| 2014  | N/A            | N/A             | N/A        | N/A          |
| 2015  | N/A            | N/A             | N/A        | N/A          |
| 2016  | N/A            | N/A             | N/A        | N/A          |
| 2017  | 6 479 pts (AR) | 5 mars 2017     | Belgrade   | 1            |
| 2018  | 6 348 pts      | 3 mars 2018     | Birmingham | 1            |
| 2019  | N/A            | N/A             | N/A        | N/A          |
| 2020  | N/A            | N/A             | N/A        | N/A          |
| 2021  | 6 392 pts      | 7 mars 2021     | Toruń      | 1            |
| 2022  | N/A            | N/A             | N/A        | N/A          |
| 2023  | 6 348 pts      | 5 mars 2023     | Istanbul   | 2            |

## Distinctions
- Chevalier de l'ordre national du Mérite le 1er décembre 2016[151]
- RMC Sport Awards de la performance de l'année en 2016[152]
- Athlète européen de l'année en 2018
- Athlète français de l'année en 2016, 2018, 2021 et 2022[153]